# サタデーソングコレクション
サタデーソングコレクションは、ニッポン放送が制作している裏送りのリクエスト番組である（ゆえにニッポン放送では別番組を放送している）。2004年よりナイターオフ期間に放送されている。
毎週土曜日の19時から21時までの放送である(2004･2005年度は20時30分まで）。
リスナーからのリクエストやエピソードを交え、時にはゲストを迎えて放送される。
2005年10月から2006年3月までのエンディングテーマにはVanilla Moodの「Naked LOVE～亜麻色の髪の乙女～」が使用されていた。（同曲はミニアルバム「Vanilla Mood」に収録）
2009年度は同枠で滝良子のミュージックスカイホリデーをニッポン放送と同時ネットで放送する。

## パーソナリティー
- 桜庭亮平（当時ニッポン放送アナウンサー・現フジテレビアナウンサー、2004年度）
- 増田みのり（ニッポン放送アナウンサー、2005年度、2007年度～）
- 飯田浩司（ニッポン放送アナウンサー、2006年度）

## ネット局
- IBC岩手放送（2006年度～）
- 秋田放送
- 山形放送
- ラジオ福島
- 山梨放送（2005年度～）
- 北日本放送（2005年度、2008年度～）
- 北陸放送（2004年度、2007年度～20時まで）
- 福井放送（2004年度は20時まで）
- 大分放送（2007年度～）

以前のネット局
- 栃木放送(2007年度まで)
- 信越放送 (2004年度のみ、20時まで)
- 山陽放送（2004年度のみ）
- 四国放送（2004年度のみ）
- 南海放送（2004年度のみ）
- 宮崎放送（2004年度のみ）
- ラジオ沖縄（2004年度～2006年度、2006年度は11月～、10月はナイターイン期から続いていた自社のリクエスト番組を放送）